# Auguste Garrebeek
Auguste Garrebeek (* 10. Januar 1912 in Dworp, Provinz Brabant; † 20. Oktober 1973 in Asse) war ein belgischer Radrennfahrer.

## Sportliche Laufbahn
Garrebeek war im Straßenradsport und im Bahnradsport aktiv. 1936 war er Teilnehmer der Olympischen Sommerspiele 1936 in Berlin. Im olympischen Straßenrennen kam er beim Sieg von Robert Charpentier auf den 8. Platz. In der Mannschaftswertung gewann er die Bronzemedaille mit Joseph Lowagie, Armand Putzeys und Jean-François Van Der Motte. In den olympischen Wettbewerben im Bahnradsport startete er in der Mannschaftsverfolgung. Der belgische Vierer wurde auf dem 5. Rang klassiert.
Im Olympiajahr wurde er Vize-Meister im Straßenrennen der Amateure hinter Armand Putzeys.